# جی مین هیوک
جی مین هیوک (انگلیسی: Ji Min-hyuk؛ زادهٔ ۲۳ سپتامبر ۲۰۰۱) بازیگر اهل کره جنوبی است. وی از سال ۲۰۱۷ میلادی تاکنون مشغول فعالیت بوده‌است. از فیلم‌ها یا برنامه‌های تلویزیونی که وی در آن نقش داشته‌است می‌توان به شاهزاده صد روزه من و وظیفه بعد از مدرسه اشاره کرد.